# Berrichon
El berrichon és una llengua d'oïl parlada a l'antiga regió francesa de Berry, actualment a Centre – Vall del Loira, als departaments d'Indre, Cher, part de Cruesa, Loiret i Loir i Cher.

## Classificació
L'observatori lingüistic Linguasphere distingeix cinc variants de berrichon+bourbonnais :
- borbonès (Allier, Cher sud)
- nivernais (Nièvre)
- auxerrois (Yonne oest)
- haut-berrichon (Cher nord, Cher est)
- bas-berrichon (Indre i Cher)

## El declivi
El francès s'ha difós en la burgesia i l'aristocràcia de Berry des del segle xvi, de manera que el patois es va mantenir al camp. Els diferents esdeveniments històrics com la Revolució francesa i la instauració de l'escola gratuïta i obligatòria han portat el patois berrichon, com molt d'altres, a mantenir-se en situació molt precària, gairebé l'extenció.

## Els nostres dies
Tanmateix, de les traces d'aquest encara romanen i de les variants entre regions internes al Berry subsisteixen encara : per exemple, per la paraula «pie», se sentirà «edjasse» al nord i «ajasse» al sud, o encara : un «pochon» (un sac), «s'tantôt» (aquesta tarda), «l'tantôt» (la tarda), «patin» (sabatilla).

## Lèxic i pronunciació
Encara que no té gramàtica pròpiament dita ni oficial, el berrichon respon a certes regles de pronunciació. Així, es diferencia les «a» pronunciant-les obertes o tancades. Les «r» són sovint pronunciades. Les «o» esdevenen «ou», donant houmme, poumme, etc. El so «oi» esdevé «oé». Els sufixos en «–eur» esdevenen «-eux». «Leurs» esdevé així «ieux». Les terminacions en «eau» esdevenen «iau» (ex. «un siau d'iau»).
No és possible actualment parlar de patois berrichon, però sí francès acolorit o francès patoisé. La majoria dels berrichons queden tanmateix molt lligats a aquestes paraules i expressions i els utilitzen de manera habitual.
La conjugació també varia al present de l'indicatiu, la primera persona del singular, la tercera del singular i la tercera del plural es conjuguen de la mateixa manera, cosa que dona frases d'aquest tipus: «J’menons les oies». La majoria dels articles mantenen un troncament : «I m'nons les oies». Les terminacions també poden mantenir-se diferents del francès, com a l'impertet o al plural «-aint» substitueix «-aient» (ex. «I's étaint» en comptes de «Ils étaient»).
Al Berry és costum de precedir els noms per articles : «la» pels noms femenins i «eul'» (el) pels noms masculins.
Per anunciar el temps, no s'empra pas el pronom "il" (ell) sinó "ça" (això). Par exemple : "ça pleut" (això plou), "ça neigera", "ça a plu".
Algunes paraules i expressions del parlar de Berry : luma, cagouille, cagoui (escargot), péquiou (petit gos), mainguion (petit àpat), s'arreuiller (mirar amb atenció o insistència), lichonner (beure en excés), lâpaud (mandrós), aga! (interjecció que expressa sorpresa o dolor), lichoun'rie (llaminadura), pal'tau (jaqueta), arcander (treballar de valent), agât d'iau (aiguat), chian (gos), s'accutter (s'asseu), agouant (qualificatiu pejoratiu que pot variar segons la persona: difícil d'acontentar, desobedient), attifer (vestir), berlaudiot (idiota), biger (besar, fer un petó), bourrée (dansa berrichona), cabasson (caixa), caqueziau (mosquit), carroué, carroi, carroir (cruïlla), charibaude (vetllada a l'aire lliure), chieuve (cabra), formion, fromion (formiga), ch'tit (malvat, avar), daguenettes (pomes o peres seques), debesillé (posar en petits trossos (cuina), deteriorar), jau (polla), lichée (petita quantitat), la Naud (Nadal), ouche (jardí de la casa), chagner (mocar-se), bouchure (tanca), rag'nasser (fer soroll), etc.